# Joe Fulks
Joseph Franklin Fulks (Birmingham, 26 de outubro de 1921 - Eddyville, 21 de março de 1976) foi um ex-jogador norte-americano de basquete profissional. Ele foi postumamente consagrado no Hall da Fama do Basquete em 1978.

## Primeiros anos
Fulks nasceu em Birmingham, Kentucky, uma pequena cidade na região oeste do estado, que foi inundada na década de 1940 depois que a Tennessee Valley Authority represou o rio Tennessee para criar o Kentucky Lake. Ele jogou basquete universitária na Murray State University (então conhecida como Murray State Teachers College) por dois anos antes de deixar a universidade para se juntar aos fuzileiros navais em maio de 1942. Ele serviu no 3º Batalhão, 9º fuzileiros navais durante a Segunda Guerra Mundial, e foi dispensado como cabo em maio de 1946. Seu número 26 foi aposentado pela Murray State.

## Carreira profissional
Fulks ingressou no Philadelphia Warriors da BAA em 1946, aos 25 anos, e como novato conquistou o primeiro título de pontuação da liga com médias de 23,2 pontos, enquanto os Warriors conquistavam o título da BAA. Fulks novamente liderou a média de pontuação da liga durante a temporada de 1947-48 com 22,1 pontos, mas perdeu o título de pontuação para Max Zaslofsky, que teve mais pontos no total. Fulks teve média de 26,0 pontos na temporada de 1948-49.
Fulks estabeleceu quatro vezes o recorde de pontuação em um único jogo da BAA/NBA. Em 3 de dezembro de 1946, em apenas seu oitavo jogo como profissional, Fulks tornou-se o recordista da liga de mais pontos marcados em um único jogo quando marcou 37 pontos na vitória por 76-68 sobre o Providence Steamrollers. Apenas 20 jogos depois, em 14 de janeiro de 1947, Fulks estabeleceu um novo recorde de pontuação em um único jogo quando marcou 41 pontos na vitória por 104-74 sobre o Toronto Huskies. Na temporada de 1946-47, ele também liderou a liga em pontuação em sua temporada inaugural, tendo média de 23,2 pontos. Duas temporadas depois, em 18 de dezembro de 1948, Fulks empatou o recorde de Carl Braun em um único jogo quando marcou 47 pontos na vitória por 94-90 contra o Providence Steamrollers.
Pela quarta e última vez, Fulks estabeleceu um novo recorde de pontuação em um único jogo quando marcou 63 pontos em 10 de fevereiro de 1949. Permaneceu o maior número em um jogo da NBA até Elgin Baylor marcar 64 pontos em um jogo de 1959. A explosão de 63 pontos de Fulks veio durante uma vitória por 108-87 sobre o Indianapolis Jets. Ao longo do caminho, ele quebrou o recorde de mais pontos em um tempo (33), arremessos e tentativas de arremessos. Duas temporadas após seu jogo de 63 pontos, em 4 de janeiro de 1951, Fulks registrou 20 pontos e 16 rebotes em uma vitória por 92-69 sobre o Baltimore Bullets.
Fulks era conhecido tanto por seus movimentos atléticos quanto por seus arremessos. Ele foi talvez mais lembrado como um dos pioneiros do arremesso moderno. Durante seu início de carreira, ele foi considerado o maior jogador ofensivo da liga. Em suas três primeiras temporadas, Fulks teve média de 23,9 pontos em uma época em que, antes do advento do cronômetro, as equipes raramente marcavam mais de 70 pontos em um jogo. Em 1971, ele foi um dos 25 jogadores nomeados para a equipe do 25º aniversário da NBA. No entanto, um indicativo de sua época, Fulks era um arremessador de baixa eficiência, mantendo a 18ª pior porcentagem de arremessos da carreira, acertando apenas 30,2% dos arremessos que ele tentou.

## Aposentadoria e morte
Após sua aposentadoria, Fulks voltou para Marshall County, Kentucky, onde viveu o resto de sua vida. Ele trabalhou na Penitenciária Estadual de Kentucky como diretor de recreação. Fulks foi baleado e morto em 21 de março de 1976, por Gregg Bannister, filho de sua namorada, Roberta Bannister, durante uma discussão por causa de uma arma. Um júri considerou Bannister culpado de homicídio imprudente e ele foi condenado a quatro anos e meio de prisão. Fulks foi enterrado em Briensburg, Kentucky.

## Estatísticas da BAA/NBA

### Temporada regular
| Ano      | Equipe       | PJ  | MPJ  | AP   | LL    | RT  | AS  | PPJ   |
| -------- | ------------ | --- | ---- | ---- | ----- | --- | --- | ----- |
| 1946–47† | Philadelphia | 60  | –    | .305 | .730  | –   | .4  | 23.2* |
| 1947–48  | Philadelphia | 43  | –    | .259 | .762  | –   | .6  | 22.1* |
| 1948–49  | Philadelphia | 60  | –    | .313 | .787  | –   | 1.2 | 26.0  |
| 1949–50  | Philadelphia | 68  | –    | .278 | .696  | –   | .8  | 14.2  |
| 1950–51  | Philadelphia | 66  | –    | .316 | .855* | 7.9 | 1.8 | 18.7  |
| 1951–52  | Philadelphia | 61  | 31.2 | .312 | .825  | 6.0 | 2.0 | 15.1  |
| 1952–53  | Philadelphia | 70  | 29.8 | .346 | .727  | 5.5 | 2.0 | 11.9  |
| 1953–54  | Philadelphia | 61  | 8.2  | .266 | .571  | 1.7 | .5  | 2.5   |
| Carreira | Carreira     | 489 | 23.0 | .299 | .744  | 5.2 | 1.1 | 16.7  |
| All-Star | All-Star     | 2   | 9.0  | .409 | .700  | 6.0 | 2.5 | 12.5  |

### Playoffs
| Ano      | Equipe       | PJ | MPJ  | AP   | LL   | RT  | AS  | PPJ  |
| -------- | ------------ | -- | ---- | ---- | ---- | --- | --- | ---- |
| 1947†    | Philadelphia | 10 | –    | .288 | .787 | –   | .3  | 22.2 |
| 1948     | Philadelphia | 13 | –    | .242 | .810 | –   | .2  | 21.7 |
| 1949     | Philadelphia | 1  | –    | .000 | .000 | –   | .0  | .0   |
| 1950     | Philadelphia | 2  | –    | .192 | .500 | –   | 1.0 | 7.5  |
| 1951     | Philadelphia | 2  | –    | .327 | .741 | 8.0 | .5  | 26.0 |
| 1952     | Philadelphia | 3  | 23.3 | .152 | .778 | 4.0 | .7  | 5.7  |
| Carreira | Carreira     | 31 | 23.3 | .200 | .602 | 6.0 | .4  | 13.8 |